# Епархия Абилы Лисанийской
Епархия Абилы Лисанийской (лат. Dioecesis Abilena Lysaniae) — упразднённая епархия Антиохийского патриархата, в настоящее время титулярная епархия Римско-Католической церкви.

## История
Античный город Абила Лисанийская, идентифицируемый сегодня с археологическими раскопками "Suq-Uadi-Barada", находящимися на территории современной Сирии, находился в провинции Финикия Восточного диоцеза Византийской империи и до VII века был центром одноимённой епархии Антиохийского патриархата. Епархия Абилы Лисанийской входила митрополию Дамаска. В VII веке епархия Абилы Лисанийской прекратила своё существование.
C 1728 года епархия Абилы Лисанийской является титулярной епархией Римско-Католической церкви.

## Греческие епископы
- епископ Иордан (445—451);
- епископ Иоанн (упоминается в 458 году);
- епископ Александр (? — 518).

## Титулярные епископы
Исторические свидетельства и документы часто путают титулярных епископов Абилы Лисанийской с титулярными епископами епархии Абилы Палестинской.
- епископ Juan Bautista Pes Polo O.Carm.[1] (20.09.1728 — ?);
- епископ Alessandro Scialdone (21.07.1839 — ?);
- епископ John Menzies Strain (2.09.1864 — 15.03.1878) — назначен архиепископом Сент-Андруса и Эдимбурга;
- епископ Pietro Facciotti (28.02.1879 — 27.02.1880) — назначен епископом Ферентино;
- епископ Alphonse-Hilarion Fraysse S.M. (6.04.1880 — 18.09.1905);
- епископ Louis-Philippe Schaefer (4.04.1906 — 5.09.1914);
- епископ Дионисий Няради (5.12.1914 — 22.04.1920) — назначен епископом Крижевицкой епархии. По другим данным был титулярным епископом Абилы Палестинской;
- епископ Joseph (Ignatius) Shanahan C.S.Sp. (22.04.1920 — 25.12.1943);
- епископ Louis Delmotte (8.07.1945 — 29.08.1957);
- епископ Enrique Principe (28.11.1957 — 7.10.1974);
- епископ Иоанн Адель Элиа B.S. (21.03.1986 — 25.03.1986) — назначен епископом епархии Пресвятой Девы Марии Благовещения в Ньютоне;
- епископ Georges Kahhalé Zouhaïraty B.A. (12.10.1995 — по настоящее время).

## Источник
- Annuario Pontificio, Libreria Editrice Vaticana, Città del Vaticano, 2003, стр. 747, ISBN 88-209-7422-3
- Pius Bonifacius Gams, Series episcoporum Ecclesiae Catholicae, Leipzig 1931, стр. 435  (лат.)
- Michel Lequien, Oriens christianus in quatuor Patriarchatus digestus, Parigi 1740, Tomo II, coll. 843—846  (лат.)
- Konrad Eubel, Hierarchia Catholica Medii Aevi, vol. 5, стр. 65  (лат.)
- La Gerarghia Cattolica